# Syzeuxis seminanis
Syzeuxis seminanis är en fjärilsart som beskrevs av Louis Beethoven Prout 1926. Syzeuxis seminanis ingår i släktet Syzeuxis och familjen mätare. Inga underarter finns listade i Catalogue of Life.